# Élisa Schlésinger

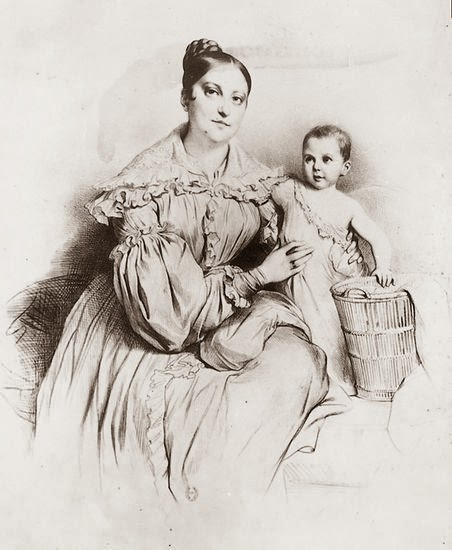
Élisa Schlésinger mit ihrer Tochter, unbezeichnete Lithographie, um 1838

Caroline-Élisa-Augustine Schlésinger, geb. Foucoult de la Motte (* 23. September 1810 in Vernon, Normandie; † 12. September 1888 in Achern) war die Gattin des Verlegers Maurice Schlésinger und die große Liebe des Schriftstellers Gustave Flaubert.

## Leben
Sie heiratete mit 19 Jahren den Leutnant Émile-Jacques Judée (* 14. März 1796 in Issoudun; † 1. November 1839 in Afrika). Um 1832 lernte sie den deutsch-jüdischen Verleger Maurice Schlésinger kennen, der in Paris zu großem Ansehen gelangt war, und wurde dessen Geliebte. Einige Jahre später brachte sie eine außereheliche Tochter namens Marie-Julie-Adèle-Monica zur Welt, für die Judée am 19. April 1836 die Vaterschaft übernahm, obwohl das Kind wahrscheinlich von Schlésinger gezeugt wurde. 1840, nunmehr verwitwet, heiratete sie Schlésinger. Am 1. Januar 1842 gebar sie ein zweites Kind, den Knaben Adolphe Maurice Schlésinger. 
Sie lebte mit ihrem Mann später in Baden-Baden und ab 1862 in der Irrenanstalt Illenau in Achern.

## Gustave Flaubert
Die erste Begegnung mit Flaubert fand im Sommer 1836 in Trouville-sur-Mer statt, als Flaubert erst 15 Jahre alt war, Élisa 26. Sie galt damals bereits als „Madame Schlésinger“, obwohl sie noch mit Judée verheiratet war. Für Flaubert wurde Élisa die große Liebe seines Lebens.
Von Bedeutung ist sie vor allem für seinen letzten vollendeten Roman L’Éducation sentimentale, der 1869 im Druck erschien. Er handelt von der unerfüllten Liebe des Protagonisten Frédéric Moreau zu der verheirateten Marie Arnoux, der Frau des Kunsthändlers Jacques Arnoux, für die Élisa Schlésinger und ihr Mann die Vorbilder waren.